# 2004年欧州議会議員選挙 (ポルトガル)
2004年欧州議会議員選挙（2004ねんおうしゅうぎかいぎいんせんきょ）は、欧州連合（EU）の議会組織である欧州議会を構成する欧州議会議員を選出するため、欧州連合加盟各国で2004年6月に行われた選挙である。加盟国であるポルトガル共和国では、2004年6月13日に実施された。本稿ではポルトガル共和国における欧州議会議員選挙の結果について取り上げる。

## 概要
- 欧州議会議員定数（ポルトガル）：24名
- 欧州議会議員の任期：5年
- 選挙制度：比例代表
  - 選挙区：全国1区
  - 投票：政党リストのいずれか一つに投票
  - 議席配分：全国単位で集計された得票数に応じてドント方式で配分（議席阻止条項は無し）

## 選挙結果
- 投票日：2004年6月13日
- 有権者：8,821,456名

| 党派                                             | 得票数    | 得票率 | 議席数 |
| ------------------------------------------------ | --------- | ------ | ------ |
| 社会党(PS)                                       | 1,516,001 | 44,53  | 12     |
| 社会民主党.民主社会中道・人民党 (PPD/PSD.CDS-PP) | 1,132,769 | 33,27  | 9      |
| 統一民主同盟(PCP-PEV)                            | 309,401   | 9,09   | 2      |
| 左翼ブロック(B.E.)                               | 167,313   | 4,91   | 1      |
| その他の政党                                     | 144,632   | 4.25   | 0      |
| 白票                                             | 87,442    | 2.57   | －     |
| 無効票                                           | 47,224    | 1.39   | －     |
| 合計                                             | 3,404,782 |        | 24     |

- 投票率：38.60%
- 出所：CNE Resultados Eleitorais Parlamento Europeu - 2004/06/13
- 注
  - 統一民主同盟は、ポルトガル共産党（PCP）と「緑の党」（PEV）などによる選挙連合
  - 議席を獲得できなかった政党の得票・率は、「その他の政党」として一括して掲載した。